# Sandr

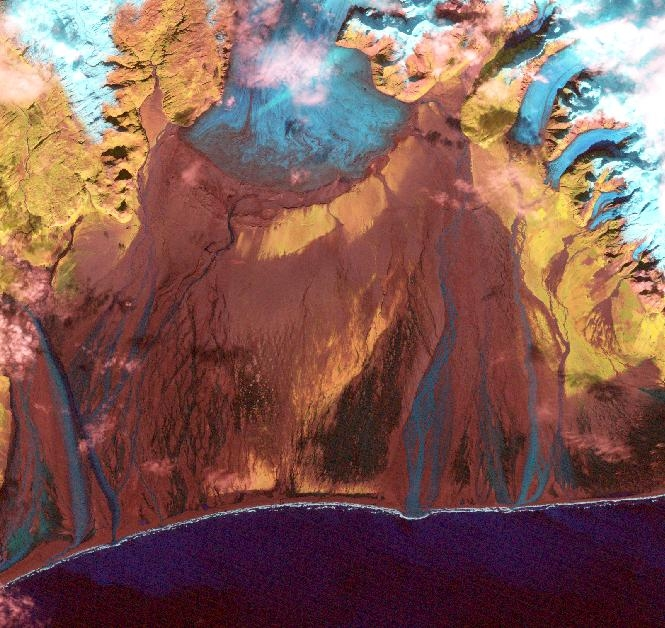
Satellietfoto van de Skeiðarársandur op IJsland

Een sandr (of spoelzandvlakte; outwash plain (Eng)) is een waaiervormige afzettingsvorm die voor een ijskap of gletsjerfront gevormd is. Een sandr bestaat uit fluvioglaciale (ook wel: glaciofluviale) sedimenten, die door smeltwater vanuit het ijs zijn aangevoerd. 

## Etymologie
Het woord sandr is afgeleid van het IJslandse woord 'sandur'. 

## Sandrs op IJsland
Op IJsland zijn enkele uitgestrekte sandrs te vinden. De sedimentatie is daar vooral gekoppeld aan zogeheten 'jökulhlaups', dit zijn grootschalige overstromingen veroorzaakt door subglaciale vulkaanuitbarstingen. De warmte die bij een vulkaanuitbarsting vrijkomt, zorgt ervoor dat zeer snel, zeer grote volumes ijs smelten. Dit smeltwater stroomt in een vloedgolf naar de zee, waarbij sediment achter wordt gelaten en alles op zijn pad wordt weggevaagd. 
Het “prototype” van de sandr is de Skeiðarársandur, langs de zuidoostkust van IJsland, met een oppervlakte van 1.300 km². Deze sandr ligt tussen de Vatnajökull en de zee. Kenmerkend zijn de vele vlechtende stroomgeulen op de sandr.

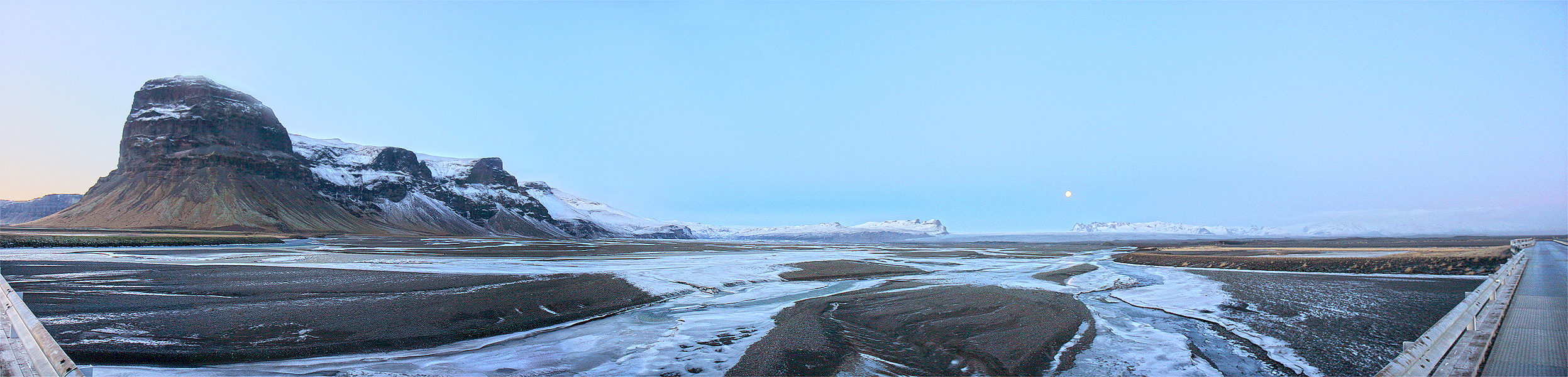
Het oppervlak van de Skeiðarársandur (IJsland).

## Sandrs in Nederland
In Nederland zijn sandrs te vinden die ontstaan zijn achter stuwwallen in de voorlaatste ijstijd,  het Saalien. Met het smeltwater van het landijs, dat veel zand en grind vervoerde, werden glaciofluviale (of fluvioglaciale) afzettingen gevormd, in brede waaiers. Deze waaiers zijn bijvoorbeeld te vinden:
- bij Zeist: de sandr van Soesterberg
- tussen Arnhem en Wageningen: de sandr van Wolfheze
- bij Nijmegen

De afzettingen op de sandrs bestaan hier hoofdzakelijk uit verspoeld materiaal uit de stuwwallen. Wel is er een kleine hoeveelheid (5%) grind, bestaande uit Scandinavisch kristallijn gesteente, aan toegevoegd. Dit grind is kenmerkend voor de glacio-fluviale afzettingen. 
Het materiaal van de sandrs bestaat uit matig gesorteerd grof zand met grind. Klei of leem komt er zelden in voor; soms komen er wel gerolde klei- of leembrokken in voor, afkomstig uit de gestuwde afzettingen.
Omdat de meeste sandrs tamelijk vlak zijn en uit grove materialen bestaan, waardoor er een goede drainage is, zijn er in het verleden nogal eens vliegvelden op aangelegd, bijv. het vliegveld Soesterberg, het  vliegveld Deelen en het vliegveld Terlet.

### De sandr van Wolfheze
De sandr van Wolfheze, ook wel de sandr van Schaarsbergen genoemd, is een grote sandr, ingeklemd tussen de stuwwal van Wageningen-Ede-Lunteren in het westen en de stuwwallen van de Veluwe in het noorden en oosten. Twee beekstelsels wateren af over de sandr in zuidwestelijke richting: de Renkumse beek en de Heelsumse beek. De sandr beslaat een belangrijk deel van de zuidwestelijke Veluwezoom.  
Deze “grootste spoelzandvlakte van Nederland”, die “zelfs op Europees schaalniveau bijzonder” is, is ontstaan toen tijdens de maximale vergletsjering in het Saalien zich verschillende stuwwallen vormden rondom een lager gelegen bekken. Dat bekken had ongeveer het huidige Wolfheze als middelpunt.  Het bekken werd opgevuld, toen smeltwater met zand en grind over de kruin van de stuwwallen ging stromen, vooral ter hoogte van Beekbergen vanuit de gletsjer in het IJsseldal. In het bekken werd een brede puinwaaier gevormd, waarvan het middengedeelte tientallen meters hoog was. In de lagere flanken van de puinwaaier, die in het westen grensde aan de stuwwal van Ede-Wageningen, en in het zuidoosten aan de stuwwal van Arnhem-Doorwerth, ontstonden later de beekdalen van resp. de Renkumse en Heelsumse beken.

### De sandr van Soesterberg
De sandr van Soesterberg, bij Zeist, ligt ten zuiden van de stuwwal Den Dolder-Amersfoort. Bij de vliegbasis Soesterberg is de sandr zeer breed, en vertoont het oppervlak een helling van slechts 2,2 meter per kilometer.

### De sandr van Nijmegen
Een goed bewaarde sandr bevindt zich aan de westkant van de stuwwal tussen Nijmegen en Kleve (onderdeel van de Nederrijnse Heuvelrug) bij Malden. Een deel van de stad Nijmegen is op deze sandr gebouwd.